# Alphonse Funck
Alphonse Funck, né le 9 avril 1833 à Luxembourg-Ville (Luxembourg) et mort le 19 avril 1876, est un avocat et homme politique luxembourgeois.

## Biographie
Du 26 décembre 1874 au 19 avril 1876, Alphonse Funck est Directeur général — soit l'équivalent de ministre de nos jours — de la Justice dans le gouvernement dirigé par le baron Félix de Blochausen.

## Publications
- Le moralisme : esquisse philosophique, Paris, Librairie philosophique de Ladrange, 1858 (OCLC 1041444199, lire en ligne).
- Quelques observations au sujet de la révision du Code pénal dans le Grand-Duché de Luxembourg, Luxembourg, Heintzé frères, 1863, 58 p..
- Exercices d'usage de la langue française à l'usage des écoles primaires, Luxembourg, Heintzé frères, 1871, 141 p..
- Quelques pages sur la création du monde par Dieu, Luxembourg, Heintzé frères, 47 p..

## Décorations
- Officier de l'ordre de la Couronne de chêne[1] (Luxembourg)
- Officier de la Légion d'honneur[1] (France)